# NIMBY

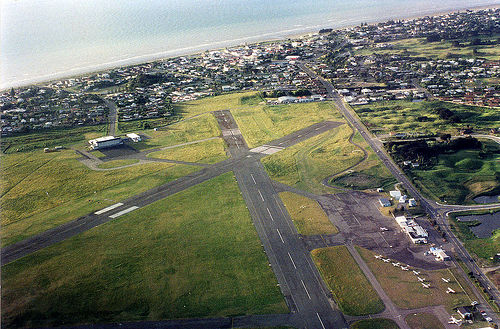
Přistávací dráha letiště v zástavbě

Spojení písmen NIMBY je akronym, tvořený počátečními písmeny anglických slov Not In My Back Yard, tj. česky „ne na mém dvorku.“ Spojení charakterizuje postoje občanů, kteří odmítají, aby byla v blízkosti jejich domova postavena stavba, jejímž investorem může být stát (např. dálnice, železnice, letiště, skládka, drtička stavebního odpadu, spalovna apod.), anebo soukromý investor (např. developerské projekty ve městech), která však jim osobně sníží komfort bydlení, a tak činí kroky, aby okolí svého bydliště před stavbou ubránili. Pojem byl poprvé použit v USA počátkem 80. let 20. století.

## Výklad
V moderních společnostech roste potřeba obecně prospěšných staveb nebo zařízení, která ovšem svým provozem obtěžují své bezprostřední okolí. Dálniční obchvat může zlepšit životní prostředí i bezpečnost tisíců obyvatel města, zrychlit dopravu, ušetřit pohonné hmoty a tím i celkové znečištění ovzduší, na druhé straně ovšem zhorší prostředí těch, kdo bydlí v okolí. Zastánci takové stavby (zastupitelstva, podnikatelé, stát, jiné organizace) argumentují tím, že např. stavba továrny přinese pracovní místa a že její výhody vcelku převažují nad nevýhodami. Lidé se rozdělí na tři skupiny: na ty, jimž stavba přinese užitek, na ty, komu přinese nevýhody, a konečně na ty, kterých se nijak zvlášť nedotkne. Zatímco těch prvních bývá zpravidla větší počet, odpůrci bývají silněji motivováni, často dokážou účinně lobbovat a dovolávají se solidarity nezúčastněných.
Zastánci stavby často argumentují tím, že odpor čili postoj NIMBY je sobecký, a dožadují se zásahu státu, například vyvlastnění pozemků za úřední náhradu. Naopak odpůrci se dovolávají svých individuálních práv. Zastupitelstva postižených obcí v okolí se často snaží postojem NIMBY získat aspoň co největší kompenzace od stavebníka, jako finanční odškodné, investice do vlastní infrastruktury apod.

## Podobné pojmy
Od postoje NIMBY je třeba odlišit radikální odpor proti určitým stavbám vůbec, například proti jaderným elektrárnám; pro ten se užívá akronym NIABY, Not In Anyone's Back Yard čili „na ničí zahrádce“ nebo NOTE, Not Over There Either čili „tam taky ne“. V Británii se užívá ještě akronym BANANA, Build Absolutely Nothing Anywhere Near Anything čili „nestavte naprosto nic blízko čehokoli“, ten už je také míněn spíše ironicky nebo pejorativně.